# Adormecer
Adormecer é o processo de se iniciar o sono. O corpo é colocado em estado de relaxamento até que comece o tempo de recuperação de forças, onde os órgãos são menos exigidos.
Todavia, adormecer não se resume apenas ao processo de iniciar o sono. O adormecimento pode ocorrer voluntariamente e involuntariamente, e ser interrompido antes de começar o verdadeiro sono, o que é caracterizado insônia.